# Sahastata wunderlichi
Espèce
Sahastata wunderlichi est une espèce d'araignées aranéomorphes de la famille des Filistatidae.

## Distribution
Cette espèce est endémique du Maroc.

## Description
Le mâle holotype mesure 4,94 mm et la femelle paratype 13,1 mm.

## Étymologie
Cette espèce est nommée en l'honneur de Jörg Wunderlich.

## Publication originale
- Magalhaes, Stockmann, Marusik & Zonstein, 2020 : « On Sahastata (Araneae: Filistatidae): complementary description of the generotype and two new species from Oman and Morocco. » Zootaxa, no 4899(1), p. 215-246.